# Jean-Marie Lovey
Jean-Marie Lovey CRB (ur. 2 sierpnia 1950 w Orsières) – szwajcarski duchowny katolicki, biskup Sion od 2014. 

## Życiorys
Święcenia kapłańskie otrzymał 15 czerwca 1977 w zakonie Kanoników Regularnych Zgromadzenia Szpitalnego św. Bernarda Wielkiego. Pracował duszpastersko w kilku zakonnych kolegiach, był także mistrzem nowicjatu i rektorem seminarium. W 2009 wybrany prepozytem generalnym zgromadzenia.
8 lipca 2014 papież Franciszek mianował go biskupem diecezji Sion. Sakry udzielił mu 28 września 2014 jego poprzednik - biskup Norbert Brunner.